# Ábrahám Kálmán
Ábrahám Kálmán (Budapest, 1931. június 27. – Budapest, 1998. február 22.) magyar gépészmérnök, egyetemi tanár, miniszter, politikus. Az MTA Közlekedéstudományi Bizottsága tagja, a Közlekedéstudományi Egyesület elnökségi tagja (1973-tól), a Balatoni Intézőbizottság elnöke (1974-től), a Magyar Építőművészek Szövetsége (MÉSZ), az Országos Műszaki Fejlesztő Bizottság (OMFB) Plénuma, az Országos Közművelődési Tanács tagja volt.

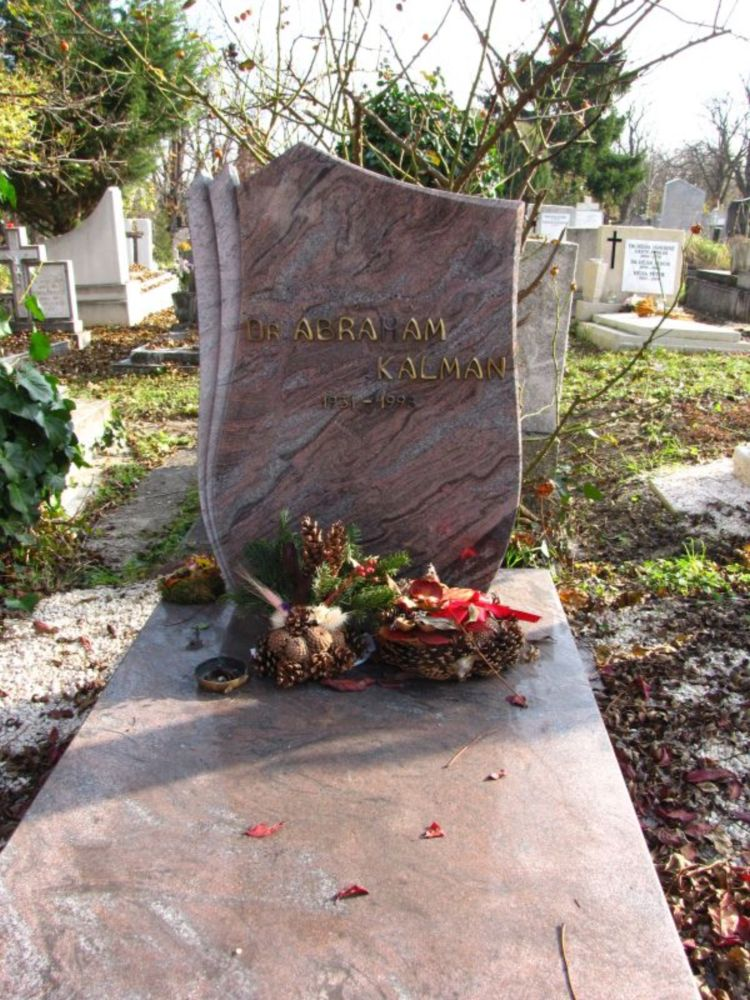
Sírja a Farkasréti temetőben (20/2-1-354).

## Életpályája
1945–1946 között a Csepel Művek munkása volt. 1946–1949 között az ÁFORT munkatársa volt. 1949–1950 között az Országos Vízügyi Hivatal műszaki rajzolója volt. 1950–1954 között a Közlekedés- és Postaügyi Minisztériumban technikus, 1954–1958 között mérnök és osztályvezető főmérnök volt. 1954-ben végzett a Budapesti Műszaki Egyetem Gépészmérnöki Karán. 1958–1964 között az Út- és Vasúttervező Vállalat (UVATERV) Magasépítési Iroda irodavezetője, 1964–1970 között szakági főmérnöke és műszaki igazgatója volt. 
1960-ban az Építőipari és Közlekedési Műszaki Egyetemen gazdasági mérnöki oklevelet szerzett. 1962-ben doktorált a Budapesti Műszaki Egyetemen (BME). 1970–1974 között a Közlekedés- és Postaügyi Minisztérium közúti főosztályvezetőjeként tevékenykedett. 1971–1981 között a BME címzetes egyetemi docense, 1981-től címzetes egyetemi tanára volt. 
1974. március 17. és 1977. június 24. között a Közlekedés- és Postaügyi Minisztérium államtitkára volt. 1976-ban elvégezte az MSZMP Politikai Főiskoláját. 1977. június 24. és 1984. június 27. között a Lázár-kormány építésügyi és városfejlesztési minisztereként dolgozott. 
1980–1985 között Zalaegerszeg országgyűlési képviselője volt, majd 1984–1987 között az Országos Környezet- és Természetvédelmi Hivatal elnöke és államtitkára lett. 1985–1989 között a Hazafias Népfront Országos Tanácsának tagja, 1987–1989 között a Környezetvédelmi és Vízgazdálkodási Minisztérium államtitkára, 1989–1991 között pedig a Környezetgazdálkodási Intézet főigazgatója volt. 1991-ben nyugdíjba vonult.

## Családja
Szülei: Ábrahám Kálmán géplakatos és Bodnár Mária voltak. 1953-ban házasságot kötött Földi Máriával. Egy lányuk született: Mária (1954). Unokái Konkoly Balázs (1973), Miklós (1975).
Sírja a Farkasréti temetőben található (20/2-1-354).

## Művei
- A gépjármű forgalmitelep optimális nagyságának – kapacitásának – megállapítására alkalmas gazdasági tervezési módszer elvi felépítése. Gazdasági mérnöki szakdolgozat (Budapest, ÉKME, 1960)
- A gépkocsiforgalmi telepek létesítésének időszerű problémái (tanulmány; Az UVATERV kiadványa, Budapest, 1961)
- A gépjármű-közlekedés létesítményeinek tervezése (Közlekedéstudományi Szemle, 1963)
- A műszaki tervezés gazdaságossága a gépjármű-közlekedés létesítményeinél (ÉKME Tudományos Közleményei, 1964)
- Garázsok, szervizek, javítóüzemek (Budapest, Műszaki Könyvkiadó, 1967)
- Karbantartás–javítás 1. Gépjárművek karbantartás (Nádasi Antallal; Budapest, Tankönyvkiadó, 1968)
- Javító és fenntartó műhelyek műszaki-gazdasági tervezése (Egyetemi jegyzet; Budapest, 1968)
- Közlekedési javító és fenntartó létesítmények műszaki-gazdasági tervezése (Budapest, Tankönyvkiadó, 1969)
- Közlekedési épülettervezés (Műszaki Tervezés, 1969)
- A budapesti metró (Budapest, 1969)
- Közúti üzemi létesítmények (Közlekedéstudományi Szemle, 1970)
- Közutaink állapota, aktuális problémái (Mélyépítéstudományi Szemle, 1970)
- A közutak szerepe a személyszállítás színvonalának emelésében (Közlekedéstudományi Szemle, 1972)
- A magyar autópálya-hálózat. Az első autópálya Budapest–Székesfehérvár közötti szakaszának üzembe helyezése (Közlekedéstudományi Szemle, 1973)
- Gépjárművek üzeme. I–II. kötet (Egyetemi jegyzet; Budapest, 1973–1977)
- A közlekedésépítés 30 éve (Mélyépítéstudományi Szemle, 1975)
- Utak (Budapest, Műszaki Könyvkiadó, 1976)
- A közlekedés és a hírközlés fő feladatai az V. ötéves tervben (Vezetéstudomány, 1976)
- A közlekedés környezetvédelmi eredményei és feladatai (Közlekedéstudományi Szemle, 1977)
- A közúti közlekedés kézikönyve. I–II kötet. (Budapest, Műszaki Könyvkiadó, 1978–1979)
- A magyar–szovjet műszaki–gazdasági kapcsolatok 30 éve az építésügy területén (Magyar Építőipar, 1979)
- Az építésügy fejlődése és a társadalmi követelmények (Társadalmi Szemle, 1979)
- A települések fejlődésének hazai problémái. Vitaindító előadás. Elhangzott az MTA kerekasztal-konferenciáján, 1981. november 30-án. (Budapest, 1981)
- Metró kézikönyv. Tervezés, építés, üzemeltetés (Budapest, Műszaki Könyvkiadó, 1982)
- Környezetkárosodás – környezetvédelmi feladatok. A falu (1985)
- A környezetvédelem és a tanácsok (Állam és igazgatás, 1986)
- Az állam feladatai és lehetőségei a környezetvédelemben (Társadalmi Szemle, 1986)
- Környezetünk jövője; Bp., Kossuth, 1986 (Távlatok)

## Díjai
- Munka Érdemérem (1956)
- Szocialista Munkáért Érdemérem (1961)
- Munka Érdemrend (1963; ezüst, 1967 és 1970; arany, 1977)
- Haza Szolgálatáért (arany, 1972)
- Tengerész Henrik Érdemrend nagykeresztje (Portugália, 1982)